# Сомоніно
Сомоні́но (пол. Somonino, нім. Semlin) — село в Польщі, у гміні Сомоніно Картузького повіту Поморського воєводства.
Населення — 2832 особи (2011).
У 1975–1998 роках село належало до Ґданського воєводства.

## Демографія
Демографічна структура станом на 31 березня 2011 року:
|          | Загалом | Допрацездатний вік | Працездатний вік | Постпрацездатний вік |
| -------- | ------- | ------------------ | ---------------- | -------------------- |
| Чоловіки | 1424    | 375                | 963              | 86                   |
| Жінки    | 1408    | 372                | 860              | 176                  |
| Разом    | 2832    | 747                | 1823             | 262                  |